# Lionsrock
Lionsrock ist ein Safaripark für Großkatzen in der südafrikanischen Provinz Freistaat, 18 km von der Stadt Bethlehem entfernt. In Gehegen mit insgesamt 56 Hektar Fläche werden dort hauptsächlich Löwen, aber auch Tiger, Leoparden, Geparden, Wüstenluchse, Servale, Hyänen und Wildhunde gehalten. Mitte 2019 handelte es sich um 112 Tiere, die nach Angaben des Betreibers zuvor oft unter mangelhaften Bedingungen gehalten worden seien. Lionsrock biete hingegen ein artgemäßes Zuhause.
Die Einrichtung wurde 2007 von Vier Pfoten gegründet und diente zunächst zur Unterbringung von zehn Löwen aus dem geschlossenen Safaripark Gänserndorf. Sie verfügt insgesamt über ein Gelände von 1250 Hektar und finanziert sich durch Tourismus und Spenden.